# أنار (اسم)
أَنَار هو اسم علم مذكر ومؤنث من أصل عربي، ويعني أضاء وأشرق وحسن لونه.

## شخصيات تحمل الاسم
أنار رضاييف
انار سالمانوف
أنار قولييف
أنار كريموف